# Kryssare
För andra betydelser, se Kryssare (olika betydelser).

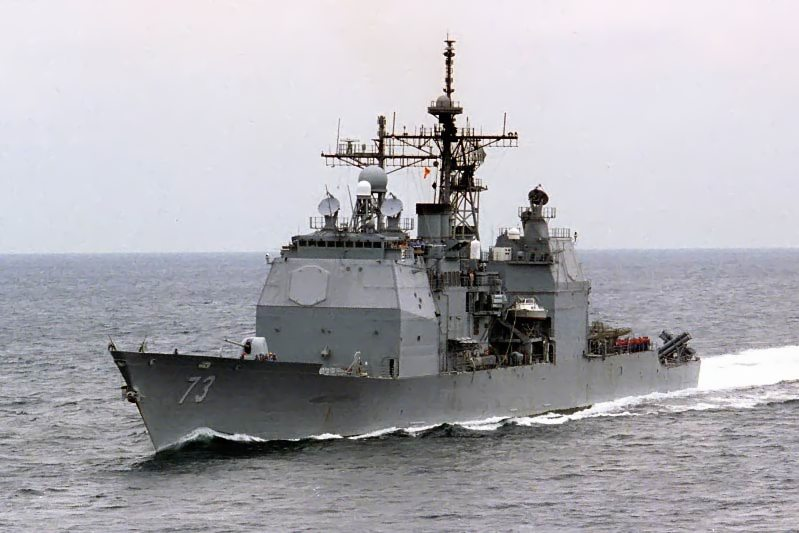
Amerikanska robotkryssaren av Ticonderoga-klass, sjösatt den 20 november 1992.

Kryssare är ett stort örlogsfartyg som kan användas i strid mot flera objekt samtidigt. Historiskt sett ansågs kryssare vara de minsta fartyg som egenhändigt kunde utföra operationer – jagare krävde vanligtvis stöd utifrån (till exempel i form av stödfartyg) – men i modern tid har denna skillnad utraderats. I modern krigföring har kryssaren nästan helt försvunnit och dess uppgifter har tagits över av jagare.

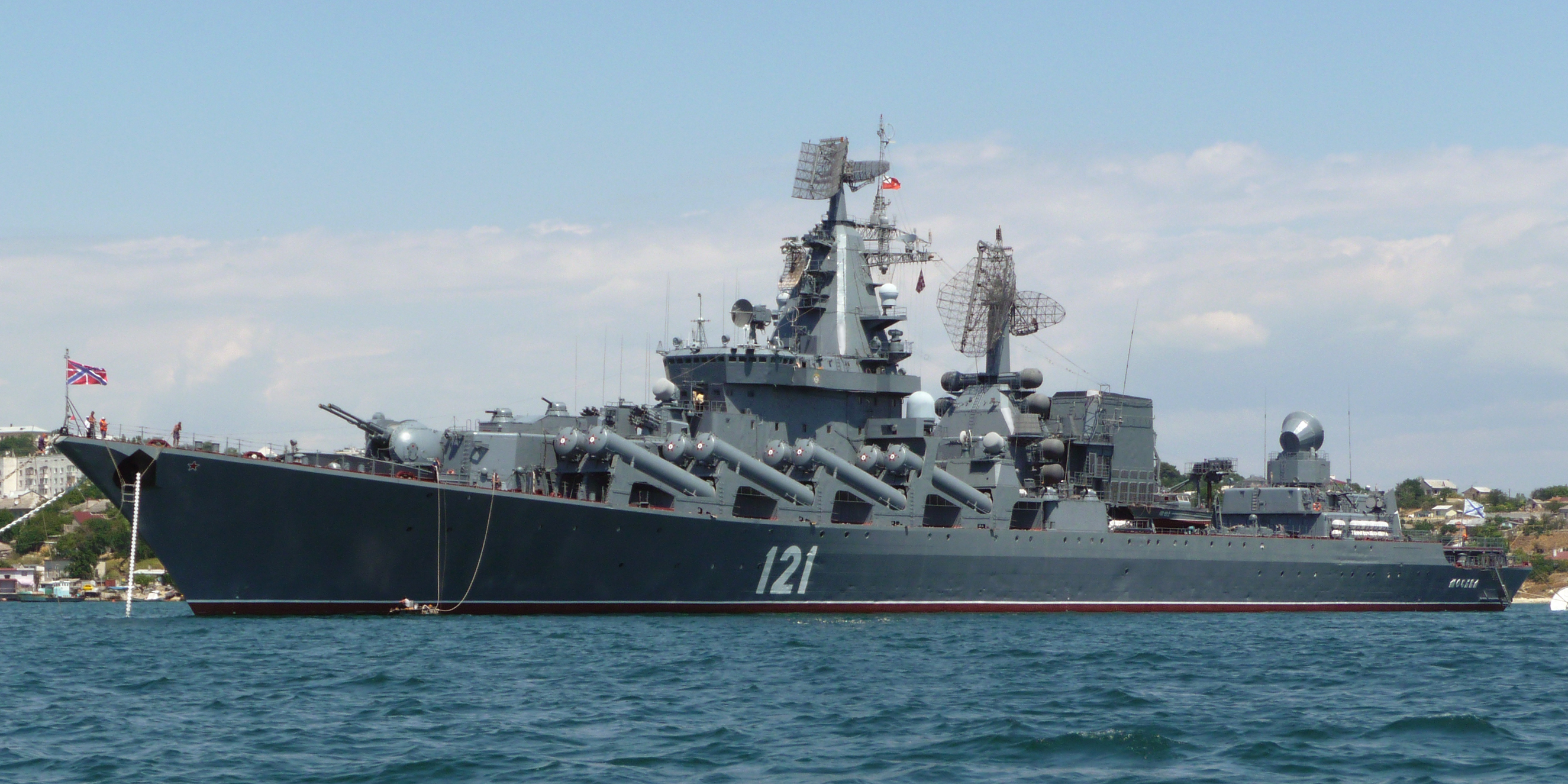
Den ryska robotkryssaren RFS Moskva som sänktes den 14 april 2022 i Svarta Havet av två ukrainska sjömålsrobotar (klassen som fartyget tillhörde var Projekt 1164 Atlant).

Den sista svenska kryssaren var HMS Göta Lejon som utrangerades 1970.

## Terminologi
Till termen kryssare räknas både:
- större, snabbseglande handelsfartyg, och
- örlogsfartyg i storleksklass mellan slagskepp och jagare

Till vars huvuduppgifter hör att utföra spanings- och bevakningstjänst till sjöss, förstöra fiendens sjöhandel, blockera eller i övrigt oroa hans kust samt skydda egen sjöhandel och kust; härtill kommer på senare tiden för mindre kryssare uppgiften att skydda egen huvudstyrka för anfall från fientliga jagare och torpedbåtar. I äldre tider förrättades kryssartjänsten av snabbseglande fregatter och korvetter eller till och med ännu mindre fartyg, såsom briggar. Vid ångmaskinens införande i örlogsflottorna övertogs kryssaruppgifterna av ångfregatter och ångkorvetter. För att kunna utföra sina uppgifter utrustas kryssarna med synnerligen kraftiga maskiner, betydligt bränsleförråd, i äldre tid med kraftigt artilleri samt torpedbestyckning numera kraftig robotbestyckning. Man eftersträvar även att ge kryssarna en hög grad av sjöduglighet.

### Rustningsbegränsningar
Efter första världskriget sökte man begränsa de marina rustningarna. Det första försöket kallades Washingtonkonferensen och hölls år 1922. År 1930 skedde en revision, Londonkonferensen. Dessa konferenser begränsade örlogsfartygens typer, storlek och beväpning.

#### Washingtonkryssaren

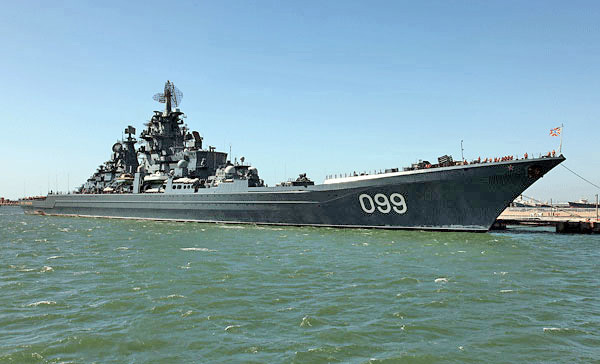
Ryska robotkryssaren Pjotr Velikij.

Washingtonavtalet 1922 kom till för att delvis skära ner på de massiva skeppsbyggnadsprogrammen som igångsatts under det första världskriget. Restriktionerna gällde främst de största örlogsfartygen, såsom slagskepp och slagkryssare. Avtalet ledde dock till att ett antal slagkryssare byggdes om till hangarfartyg och att nya typer av tunga kryssare konstruerades. Washingtonavtalet kom att sätta begränsningar på kryssardeplacementet till 10 000 ton och en maximal kaliber om 8 tum (203 mm). Washingtonavtalet skulle dock komma att modifieras med de två Londonavtalen.

#### Londonkryssaren
Londontraktaten som följde på Londonkonferenserna 1930 och 1936 satte begränsning på militär fartygskonstruktion i signatärländerna Storbritannien, Japan, Frankrike, Italien och USA. Dessa länder förband sig att begränsa byggandet av kryssare fram tills 1937. Ett antal existerande fartyg skrotades och det totala kryssartonnaget begränsades.
De brittiska, amerikanska och japanska flottorna försökte alla gå runt traktaten. Exempelvis var alla de "lätta kryssarna" enbart lätta kryssare till namnet. Eftersom lätta kryssare enbart definierades som fartyg med artilleri upp till 6,1 tums kaliber (155 mm) så kom de tre flottorna att bygga lätta kryssare som var lika stora som "tunga kryssare". Dessa fartyg kompenserade för sitt småkalibriga artilleri med att utöka det totala antalet pjäser. Ett exempel på detta är den brittiska Town-klassen.

Det andra Londonavtalet begränsade signatärländerna Storbritannien, Frankrike och USA att inte bygga kryssare större än 8 000 ton.

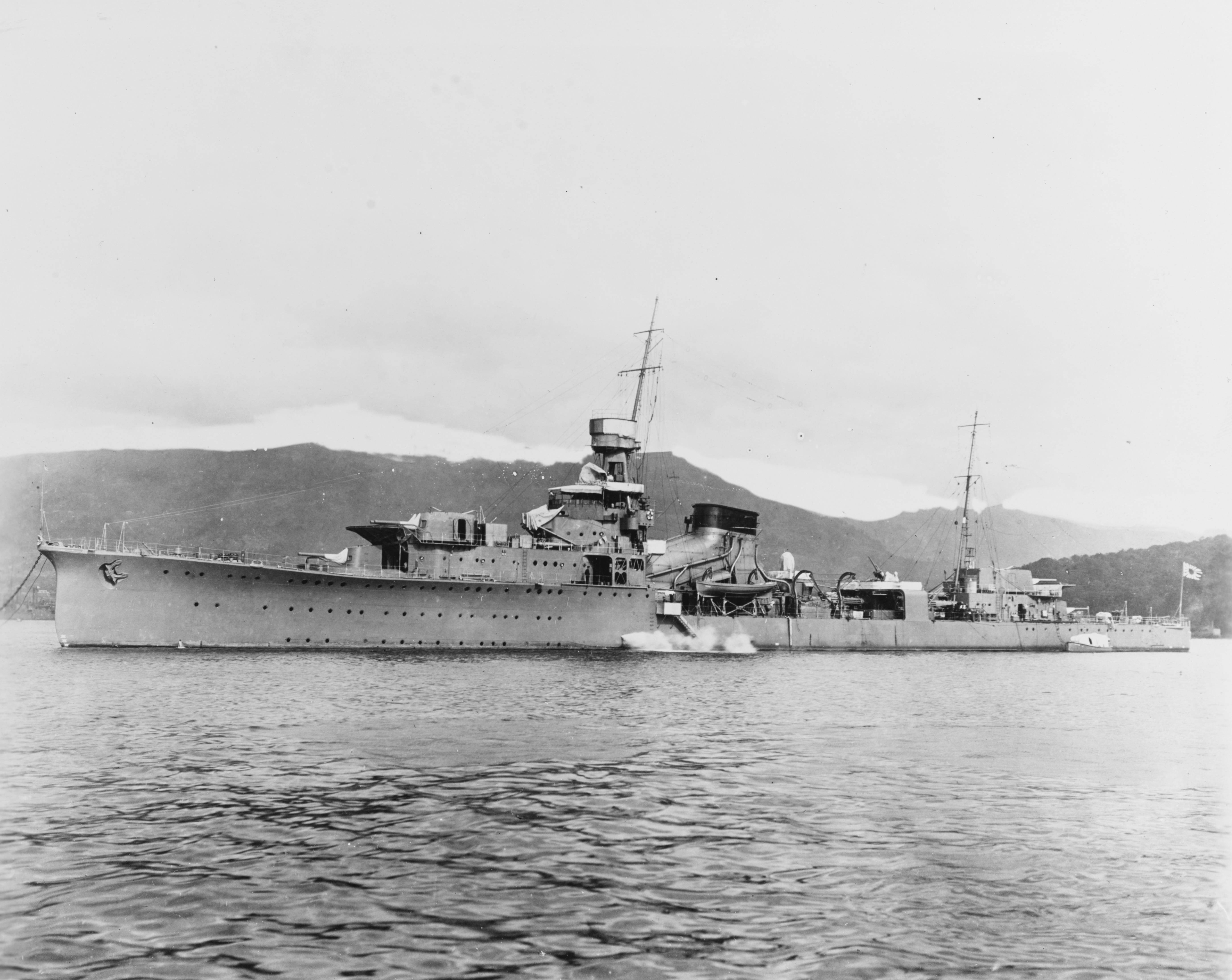
Japanska kryssaren Yubari år 1924.

## Kryssartyper

### Elswick-kryssaren
Elswick-kryssartypen fick sitt namn av skeppsvarvet Armstrong Whitworth som var beläget i Elswick, Storbritannien. Detta varv skapade sig ett rykte som kryssarbyggare år 1885 när kryssaren Esmeralda färdigställdes för Chiles räkning. Fartyget var nyskapande: bland annat hade man tagit bort back, poop och brädgången. Artilleriet utgjordes av 254 mm pjäser för- och akterut och 152 mm pjäser midskepps. Fartygets däck var helt pansartäckt och man kunde uppnå en hastighet om 18 knop — allt detta med ett deplacement under 3 000 ton. Under de två följande årtiondena kom denna kryssartyp att vara förebild när man kombinerade svårt artilleri och hög fart med litet deplacement.

### Torpedkryssare

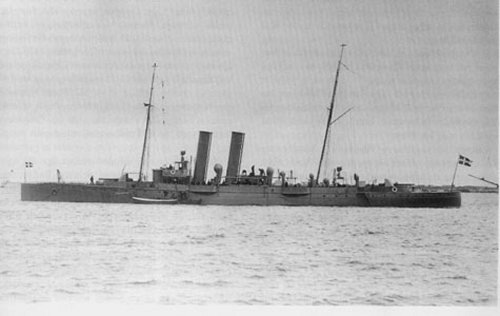
Torpedkryssaren.

Torpedkryssaren tillkom som typ i slutet av 1800-talet. De var försedda med artilleri och torpeder. Uppgifterna var spaning och bekämpning av de nya torpedbåtarna, en uppgift som senare övertogs av de snabbare jagarna. Torpedkryssarna var försedda med ett tunt pansardäck och kan därför även betraktas som pansardäckskryssare. Sveriges första torpedkryssare var HMS Örnen.

#### Flottiljledare
Flottiljledaren var ett örlogsfartyg som var lämpat för att leda en flottilj med jagare (eller andra små örlogsfartyg). Vanligtvis utgjordes flottiljledaren av en liten kryssare (av äldre typ) eller en stor jagare. Flottiljledaren erbjöd utrymme, utrustning och stab för flottiljkaptenen och detta innefattade ett radiorum, ingenjörs- och artilleriofficerare, samt en administrativ stab. Dessa örlogsfartyg kom att användas sent under 1800-talet och tidigt under 1900-talet. Nya jagarkonstruktioner, med högre fartkapaciteter kom dock att leda till att dessa fartyg blev föråldrade. Nya, större jagarkonstruktioner kom att ersätta kryssarna i denna roll.

### Pansarkryssare

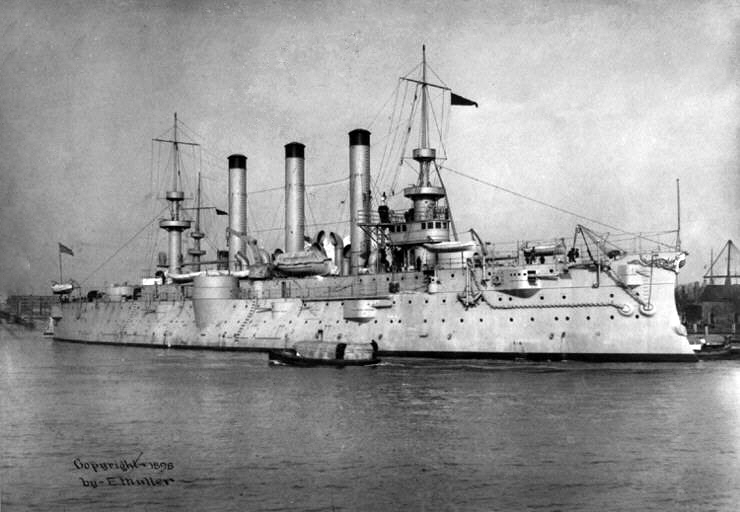
Amerikanska kryssaren.

I början av 1900-talet indelade man kryssarna in i två typer på urval av befintligheten av pansarskydd: 
- Pansarkryssare som hade såväl sidopansar som pansardäck, med ursprung i de i slutet av 1890-talet utvecklade bepansrade kryssarna.
- Opansrade kryssare, som saknade sidopansar, men som kunde ha skydd för vitala delar såsom motorerna och batterier så kallade pansardäckskryssare.

Båda typerna hade i allmänhet pansarskyddade utrymmen för artilleri, langning och stridstorn.

### Pansardäckskryssare
Pansardäckskryssarna hade sitt ursprung i de i början av 1880-talet utvecklade kryssarna och karaktäriserades av bepansring, som förutom skydd för kanoner och ammunitionslanging endast bestod av ett pansardäck, med tjocklek beroende på fartygsstorlek varierande mellan 20 och 150 millimeter. Deplacementet varierade mellan 800 och 14.000 ton och farten mellan 18 och 28 knop.

### Slagkryssare

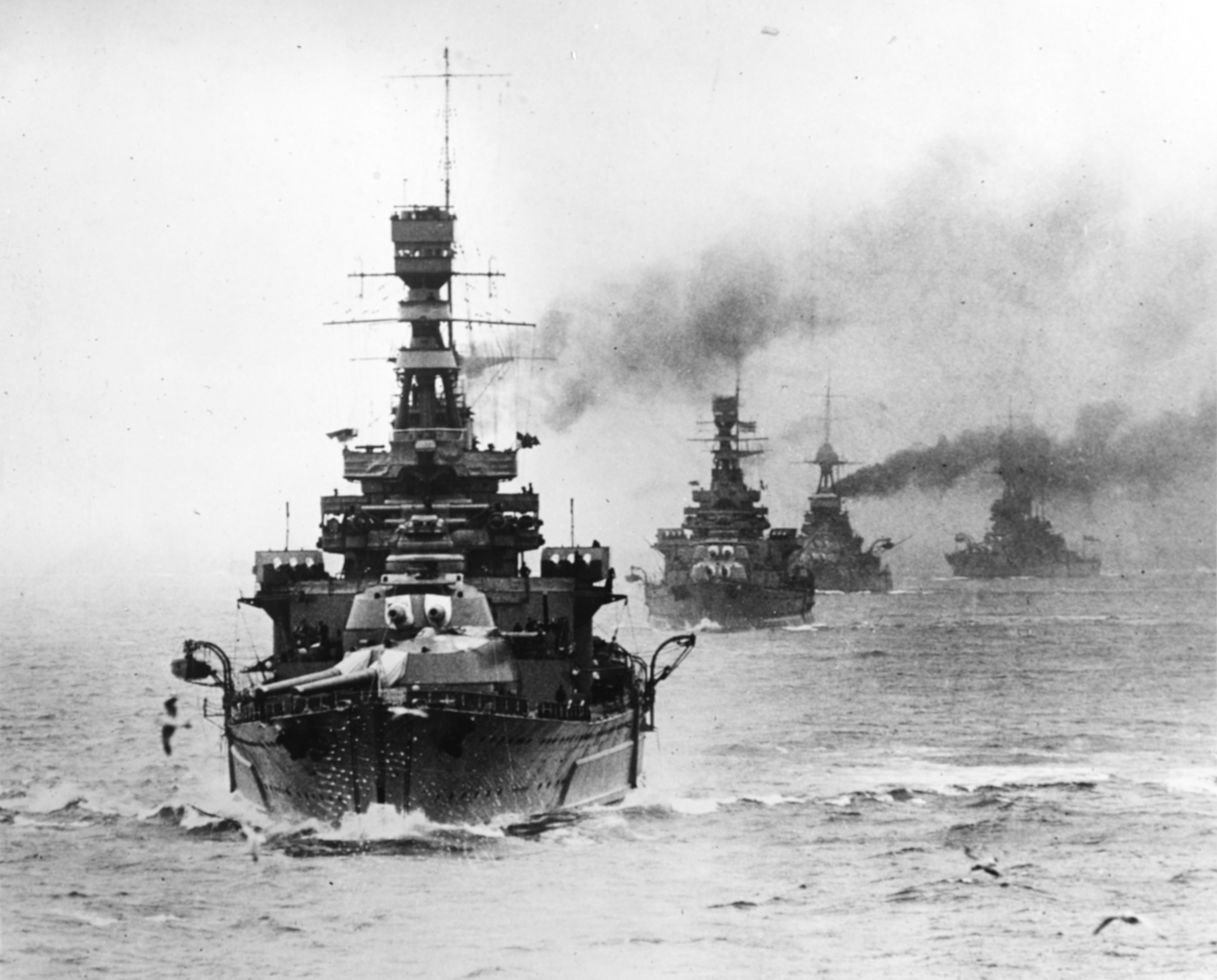
Brittiska slagkryssaren år 1920.

Från omkring 1930 började man dela in kryssarna i olika klasser på basis av deplacement och beväpning eller uppgift:
Slagkryssarna som började byggas omkring 1906 var storleksmässigt jämbördiga med slagskeppen, men prioriterade farten på bekostnad av eldkraft och skydd. Beväpningen var lättare än på jämngamla slagskepp oftast med ett torn färre för att få plats med maskineriet och ibland något klenare kaliber. Slagkryssarna var byggda för att bekämpa fiendens pansarkryssare och för spaning framför den egna huvudflottan, dock ledde fartygens storlek till att dessa även sattes in mot slagskepp.
En slagkryssare är och förblir en kryssare, dock betydligt större och dyrare än tunga kryssare även om den väldigt mycket liknar ett slagskepp så kan den inte konkurrera i slaglinjen med dessa fartyg, vilket visades under Skagerrakslaget.

### Den lätta kryssaren

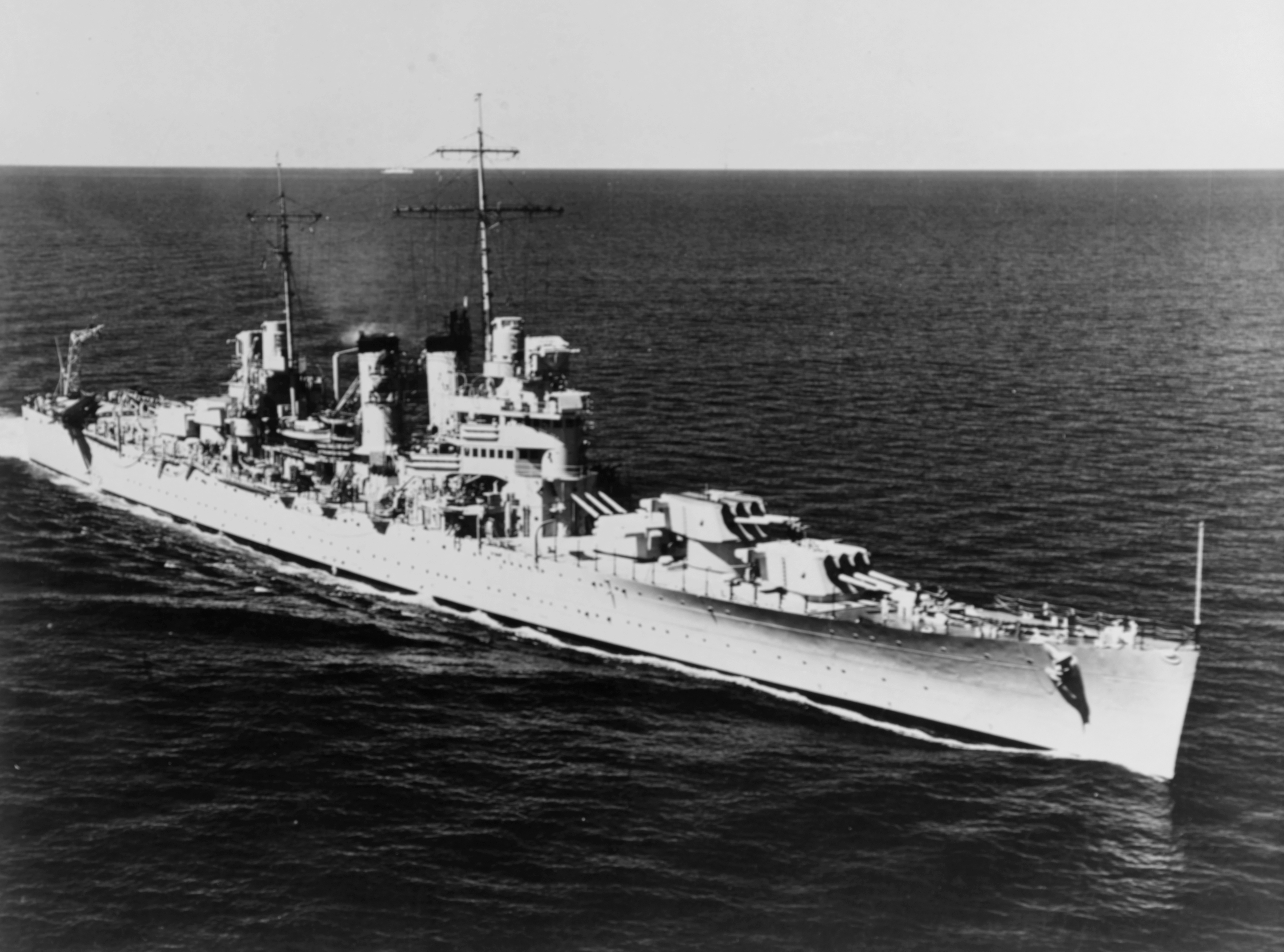
Den amerikanska lätta kryssaren år 1939.

Lätta kryssare hade börjat ersätta de äldre pansarkryssarna under slutet av första världskriget. Benämningen användes senare på mindre fartyg som inte till fullo utnyttjade Washingtonavtalets begräsningar. Efter att en tid varit omoderna började de på nytt att byggas i början av 1930-talet. De örlogsfartyg som klassades som lätta kryssare hade vanligtvis ett deplacement på mellan 2 000 och 10 000 ton. Artilleriet utgjordes vanligtvis av 6-tumspjäser (152 mm), torpeder och luftvärn samt ibland även eget spaningsflyg.

### Luftvärnskryssare
Luftvärnskryssare var ett specialfall av lätt kryssare som började byggas i Storbritannien och USA före och under andra världskriget. Beväpningen utgjordes ofta av medelsvårt artilleri (som kunde eleveras mera än vanligt), torpeder och luftvärn. De (robot)kryssare som återstår i västvärlden har ofta i uppgift att skydda flottgrupperingar mot hot ifrån luften.

### Tunga kryssare
I mitten av 1930-talet började man bygga kryssare som till fullo utnyttjade Washingtonavtalets bestyckning men gjordes kraftigare bepansrade än Washingtonkryssarna men lägre fart. Tunga kryssare hade vanligtvis ett deplacement på mellan 10 000 och 30 000 ton. Bestyckningen utgjordes vanligtvis av artilleri upp till 8 tum (203 mm), samt torpeder. Ofta var de tunga kryssarna även utrustade eget spaningsflygplan och katapult.

### De tyska pansarskeppen
Enligt Versaillesfreden fick Tyskland bygga örlogsfartyg på högst 10 000 ton. På 1930-talet satte Tyskland igång sina storslagna skeppsbyggnadsprogram. Ett av dessa resulterade i den tre fartyg starka Deutschland-klassen, som i Tyskland klassificerades som pansarskepp och i Storbritannien för fickslagskepp. Fartygen var betydligt mindre än slagskepp och slagkryssare, men hade bestyckning och pansar i klass med dessa. I februari 1940 omklassificerade den tyska marinen dem till tunga kryssare.
Pansarskeppen vållade stor uppståndelse, då de inte passade in i de typbegränsninagar som uppställts vid Washingtonkonferensen. De var snabbare än dåtida slagskepp och hade grövre artilleri än alla kryssare

### Flygplanskryssare

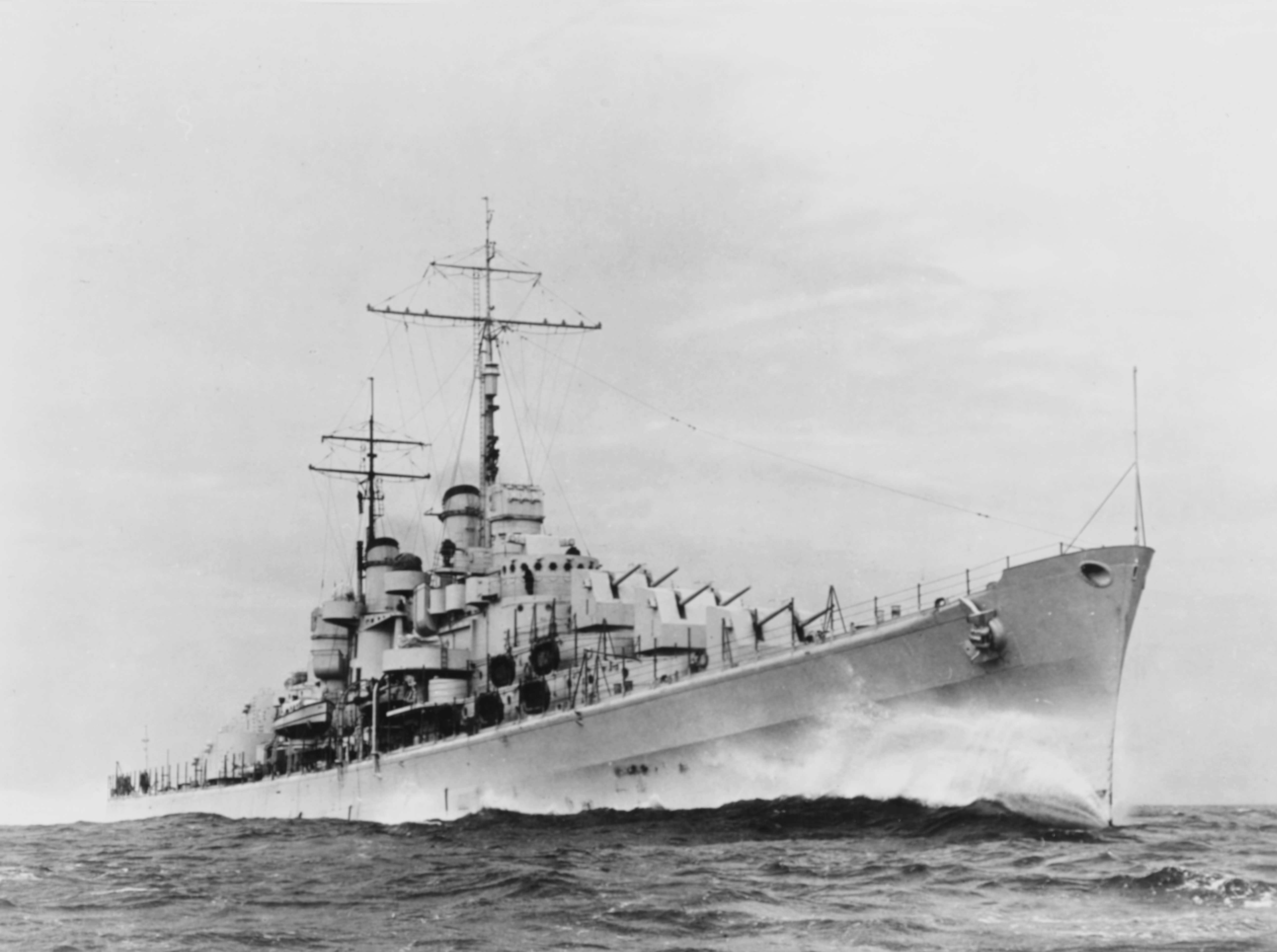
Amerikanska luftvärnskryssaren.

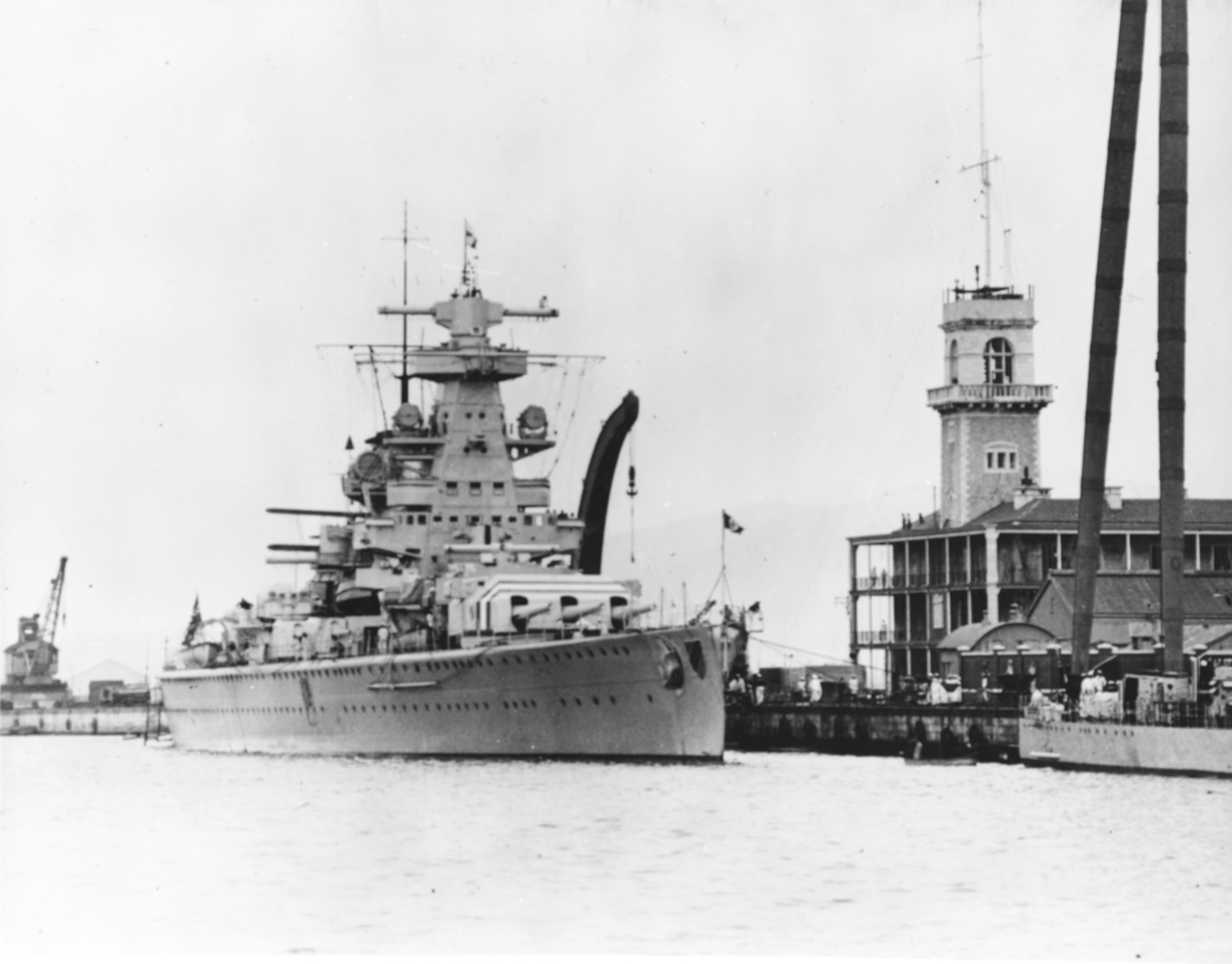
Tyska pansarskeppet Admiral Scheer i Gibraltar.

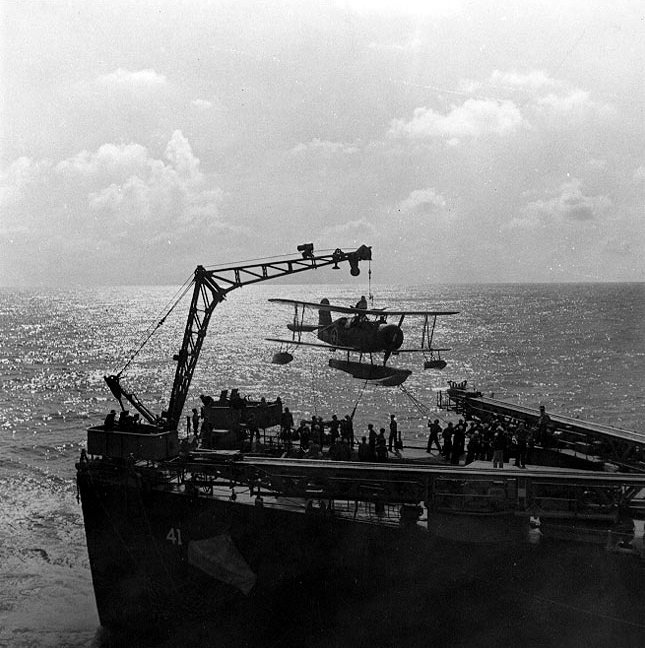
En Curtiss Seagull lyfts ombord på den amerikanska kryssaren.

Under 1930-talet experimenterade olika flottor med flygplanskryssare, en utvecklad typ av flygplanstendrar. Man försökte på detta sätt skapa ett örlogsfartyg som kombinerade de goda sidorna hos hangarfartygen och de tunga kryssarna. Vanligtvis var flygplanskryssaren utrustad med relativt tungt artilleri, minor, samt ett antal flygplan med flottörer. Ett exempel på detta är den svenska HMS Gotland.
Det visade sig dock ganska snabbt att konceptet inte var så lyckat. Det var svårt att operera med flygplan i hårt väder eftersom flygplanen var tvungna att landa på vattnet. Hangarfartyg visade sig vara mycket effektivare och de flesta  flygplanskryssare byggdes om till exempel luftvärnskryssare.

### Helikopterkryssare
Under andra världskriget hade tekniken gjort stora framsteg, inte minst inom flygområdet. Helikoptrar blev under slutet av 1940-talet en viktig komponent inom marinflyget. Därför utvecklades helikopterkryssare som en ersättare för flygplanskryssare. Även om så små fartyg som fregatter och jagare kunde bära med sig en eller två mindre helikoptrar så fanns behovet av större fartyg med flera helikoptrar, framför allt för ubåtsjakt. Exempel på helikopterkryssare är den italienska Vittorio Veneto och den sovjetiska Kondor-klassen. De har oftast tillräckligt stort flygdäck för att även kunna landa och starta VTOL-flygplan.

### Hjälpkryssare
Hjälpkryssare var under andra världskriget ofta civila fartyg som tagits i flottans tjänst och bestyckats. Dessa fartyg var vanligtvis snabbgående handelsfartyg eller färjor och bestyckningen utgjordes nästan alltid av äldre artilleripjäser som tagits ut ur förråd. Idén med fartyget var att snabbt få ett hjälpligt örlogsfartyg i tjänst. Luftvärn och medelsvårt artilleri var vanligt förekommande men fartygen saknade ofta effektiv eldledning.
Hjälpkryssare användes för minutläggning och som konvojfartyg, man utrustade även så kallade handelskryssare för att attackera fientliga handelsfartyg.

### Robotkryssare
Robotkryssaren är en modern version av den klassiska kryssaren. Under den senare hälften av 1900-talet ersatte denna typ de flesta äldre typerna av kryssare och är idag den enda typ av kryssare som fortfarande finns i tjänst. Robotkryssarna har ersatt sitt grova artilleri och luftvärnskanoner med olika typer av kryssnings-, sjömåls- samt luftvärnsrobotar. Idag är det enbart USA och Ryssland som har denna typ av fartyg. Dock så finns det idag flera tunga robotjagare som på grund av deras dimensioner och beväpning skulle kunna klassificeras som kryssare. Exempel på robotkryssare är den amerikanska Ticonderoga-klassen och de ryska Kirov- och Slava-klasserna